# Аргіназа
Аргіна́за — фермент, що каталізує розщеплення аргініну до орнітину і сечовини. Міститься в клітинах печінки тварин, у яких кінцевим продуктом азотистого обміну є сечовина (у деяких риб, амфібій, ссавців тощо). У печінці птахів і більшості плазунів, кінцевим продуктом азотистого обміну у яких є сечова кислота, аргінази немає. Поза циклом сечовини аргіназа може мати інші функції, зокрема, вона забезпечує доступність орнітину для синтезу поліамінів, а також проліну. Km аргіназ ссавців коливається у межах 2—20 мМ.
У ссавців існує дві ізоформи аргінази, вони схожі між собою за ензиматичною активністю та потребою у мангані, проте відрізняються субклітинною локалізацією, поширенням у різних тканинах, регуляцією експресії та імунологічною реактивністю. Аргіназа I — цитоплазмататичний фермент циклу сечовини, його експресія відбувається майже винятково у гепатоцитах. Натомість аргіназа II є мітохондріальним ферментом, у невеликих кількостях він наявний у нирках, мозку, тонкій кишці, молочних залозах, макрофагах, проте його майже або зовсім немає у печінці. Деякі клітини, наприклад ендотеліоцити аорти пацюків, можуть експресувати обидва ізоферменти. Внаслідок наявності двох ізоферментів аргінази спадковий дефект одного із них може частково компенсуватись активністю іншого, внаслідок чого клінічні симптоми менш виражені.